# Quebrada de Jazpampa
La quebrada de Jazpampa es un curso de agua normalmente seco que nace en Zapiga, de los cerros San Antonio (1476 m) y Catalina (1615 m) de la cordillera de la Costa y se dirige por 26 kilómetros con dirección ONO hasta unirse con la quebrada Camiña unos 6 km antes de la desembocadura al mar.

## Caudal y régimen
Es seca.: 441 

## Historia
Francisco Astaburuaga escribió en 1899 en su obra póstuma Diccionario geográfico de la República de Chile sobre el lugar:
Jazpampa.-—Estación del ferrocarril de Pisagua situada en el departamento de este nombre á 39 kilómetros al ESE. de su capital y hacia la extremidad norte de la llanura ó pampa del Tamarugal. Contiene contiguas oficinas de elaboración de salitre y estafeta. Cercana al S. se halla la salitrería y estación de Dolores. Algunos la llaman Yazpampa.

Luis Risopatrón lo describe en su Diccionario Jeográfico de Chile de 1924:: 441 
Jazpampa (Quebrada de) 19° 33’ 70° 07'. Es seca, corre hácia el NW i desemboca en la márjen S de la parte inferior de la de Tiliviche. 2, 7, p. 217, i de Jaspampa en 156.